# Грінтрі (Нью-Джерсі)
Грінтрі (англ. Greentree) — переписна місцевість (CDP) в США, в окрузі Кемден штату Нью-Джерсі. Населення — 12 012 особи (2020).

## Географія
Грінтрі розташоване за координатами 39°53′55″ пн. ш. 74°57′42″ зх. д. / 39.89861° пн. ш. 74.96167° зх. д. (39.898668, -74.961680).  За даними Бюро перепису населення США в 2010 році переписна місцевість мала площу 12,09 км², з яких 12,07 км² — суходіл та 0,02 км² — водойми.

## Демографія
Згідно з переписом 2010 року, у переписній місцевості мешкало 11 367 осіб у 4007 домогосподарствах у складі 3219 родин. Густота населення становила 941 особа/км².  Було 4134 помешкання (342/км²).
Расовий склад населення:
| - 73,5 % — білих - 17,3 % — азіатів - 6,5 % — чорних або афроамериканців - 0,1 % — корінних американців |

До двох чи більше рас належало 1,9 %. Частка іспаномовних становила 3,0 % від усіх жителів.
За віковим діапазоном населення розподілялося таким чином: 25,9 % — особи молодші 18 років, 59,6 % — особи у віці 18—64 років, 14,5 % — особи у віці 65 років та старші. Медіана віку мешканця становила 42,2 року. На 100 осіб жіночої статі у переписній місцевості припадало 93,2 чоловіків;  на 100 жінок у віці від 18 років та старших — 91,1 чоловіків також старших 18 років.
Середній дохід на одне домашнє господарство  становив 132 795 доларів США (медіана — 115 903), а середній дохід на одну сім'ю — 146 918 доларів (медіана — 125 684). Медіана доходів становила 88 063 долари для чоловіків та 60 307 доларів для жінок. За межею бідності перебувало 1,6 % осіб, у тому числі 2,0 % дітей у віці до 18 років та 0,7 % осіб у віці 65 років та старших.
Цивільне працевлаштоване населення становило 5907 осіб. Основні галузі зайнятості: освіта, охорона здоров'я та соціальна допомога — 31,1 %, науковці, спеціалісти, менеджери — 14,7 %, роздрібна торгівля — 10,9 %, фінанси, страхування та нерухомість — 10,7 %.